# Challenger de Bérgamo 2014
El torneo Internazionali Trofeo Lame Perrel–Faip 2014, fue un torneo profesional de tenis. Perteneció al ATP Challenger Tour 2014. Se disputó su 9.ª edición sobre superficie dura, en Bérgamo, Italia entre el 10 y el 16 de febrero de 2014.

## Jugadores participantes del cuadro de individuales
| Favorito | País                            | Jugador             | Rank1 | Posición en el torneo |
| -------- | ------------------------------- | ------------------- | ----- | --------------------- |
| 1        | Bandera de Alemania             | Dustin Brown        | 104   | Semifinales           |
| 2        | Bandera de Alemania             | Jan-Lennard Struff  | 119   | FINAL                 |
| 3        | Bandera de Bosnia y Herzegovina | Damir Džumhur       | 145   | Primera ronda         |
| 4        | Bandera de Lituania             | Ričardas Berankis   | 151   | Segunda ronda         |
| 5        | Bandera de Italia               | Marco Cecchinato    | 167   | Primera ronda         |
| 6        | Bandera de Alemania             | Matthias Bachinger  | 169   | Segunda ronda         |
| 7        | Bandera de Italia               | Matteo Viola        | 172   | Segunda ronda         |
| 8        | Bandera de Rusia                | Konstantin Kravchuk | 178   | Segunda ronda         |

- 1 Se ha tomado en cuenta el ranking del día 3 de febrero de 2014.

### Otros participantes
Los siguientes jugadores recibieron una invitación (wild card), por lo tanto ingresan directamente al cuadro principal (WC):
- Simone Bolelli
- Matteo Donati
- Andrea Falgheri
- Gianluigi Quinzi

Los siguientes jugadores ingresan al cuadro principal tras disputar el cuadro clasificatorio (Q):
- Edward Corrie
- Matteo Trevisan
- Federico Gaio
- Karol Beck

## Jugadores participantes en el cuadro de dobles

### Cabezas de serie
| Favorito | País                 | Jugador           | País                       | Jugador            | Rank1 | Posición en el torneo |
| -------- | -------------------- | ----------------- | -------------------------- | ------------------ | ----- | --------------------- |
| 1        | Bandera de Alemania  | Dustin Brown      | Bandera de Estados Unidos  | Austin Krajicek    | 175   | Semifinales           |
| 2        | Bandera de Finlandia | Henri Kontinen    | Bandera de Suecia          | Andreas Siljestrom | 207   | Primera ronda         |
| 3        | Bandera de Brasil    | Marcelo Demoliner | Bandera de República Checa | Jaroslav Pospíšil  | 285   | Primera ronda         |
| 4        | Bandera de Italia    | Riccardo Ghedin   | Bandera de Italia          | Claudio Grassi     | 290   | Semifinales           |

- 1 Se ha tomado en cuenta el ranking del día 3 de febrero de 2014.

## Campeones

### Individual Masculino
- Simone Bolelli derrotó en la final a  Jan-Lennard Struff por 7-66, 6-4.

### Dobles Masculino
- Karol Beck /  Michal Mertiňák derrotaron en la final a  Konstantin Kravchuk /  Denys Molchanov por 4–6, 7–5, [10–6].